# Pariser Manuskripte (Leonardo da Vinci)

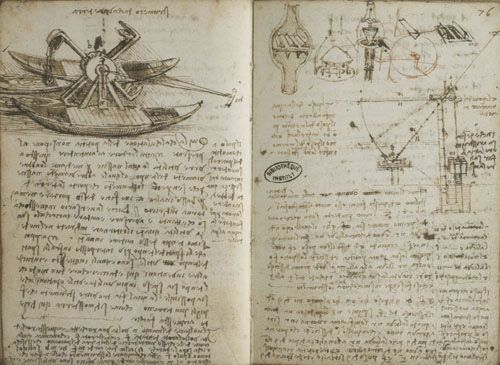
Manuskript E, Folio 75v-76r

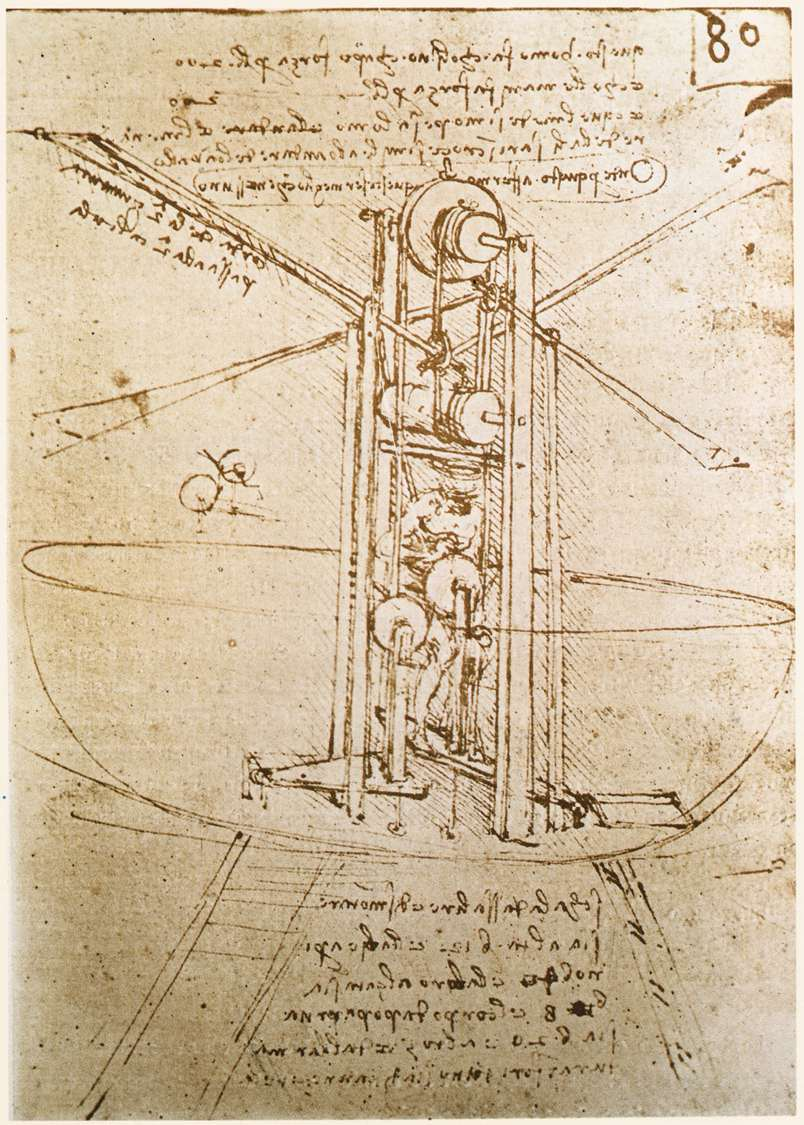
Entwurf einer Flugmaschine in Manuskript B

Die Pariser Manuskripte Leonardo da Vincis sind eine Sammlung von zwölf Notiz- und Skizzenbüchern des italienischen Renaissancekünstlers Leonardo da Vinci (1452–1519).

## Name
Den Namen Pariser Manuskripte erhielten die Handschriften durch ihren Aufbewahrungsort, dem Institut de France in Paris. Im Bestand des Institut de France befinden sich die Manuskripte seit dem späten 18. Jahrhundert.

## Geschichte
Die meisten handschriftlichen Dokumente, Manuskripte und Zeichnungen Leonardo da Vincis wurden nach dessen Tod von seinem Schüler und Erben Francesco Melzi (um 1491/92 – um 1570) in seiner Villa bei Vaprio d’Adda verwahrt. Sein Sohn Orazio Melzi erbte die Unterlagen im Jahr 1570. Die Handschriften wurden verkauft, teilweise auch als einzelne Blätter, und das wertvolle Material wurde verstreut.
Um 1590 konnte der Bildhauer und Kunstsammler Pompeo Leoni (1533–1608) einen großen Teil der Aufzeichnungen erwerben, darunter über 2.500 einzelne Blätter. Nach dem Tod Leonis im Jahre 1608 gelangten die Dokumente in den Besitz des Grafen Galeazzo Arconati, der sie im Jahre 1637 der Biblioteca Ambrosiana in Mailand schenkte.
Im Jahr 1795 wurden zwölf Manuskripte, heute bezeichnet man sie als die Pariser Manuskripte A bis M, und der Codex Atlanticus, aus der Ambrosianischen Bibliothek als Kriegsbeute Napoleons in die Bibliothek des Institut de France nach Paris überführt. Lediglich der Codex Atlanticus kehrte nach dem Sturz Napoleons im Jahr 1815 an die Ambrosiana zurück. So beherbergt das Institut de France noch heute die größte Sammlung der Handschriften Leonardo da Vincis.

## Inhalte und Umfang

### Manuskript A

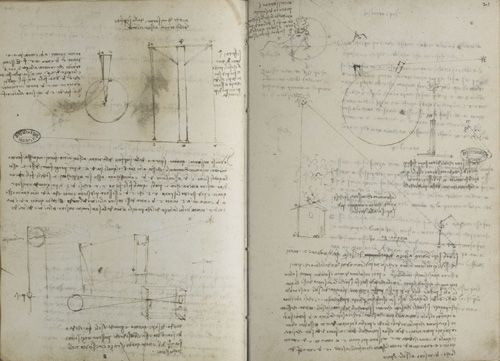
Manuskript A, Folio 20v-21r

Das Manuskript A besteht heute aus 80 Seiten im Format von etwa 15 × 22 cm, datiert um 1492. In seinem ursprünglichen Umfang umfasste die Handschrift 114 Seiten.
In den 1840er Jahren schnitt der italienische Mathematiker und Bücherdieb Graf Guglielmo Libri (1803–1869) die Seiten 81 bis 114 des Manuskripts heraus, stahl sie und verkaufte sie, gemeinsam mit zehn Blättern aus dem Manuskript B, dem britischen Sammler und Bibliophilen Bertram Ashburnham, 4. Earl of Ashburnham (1797–1878). Durch dessen Sohn wurden sie im Jahr 1890 dem Institut de France zurückgegeben. Sie sind noch heute, benannt als Codex Ashburnham, getrennt von den ursprünglichen Manuskripten gebunden.
Das Manuskript enthält Abhandlungen zu Techniken der Malerei, wie Optik, Perspektive, Proportionen, Bewegung, Mechanik und den Eigenschaften des Wassers aus der Sicht des Malers.

### Manuskript B

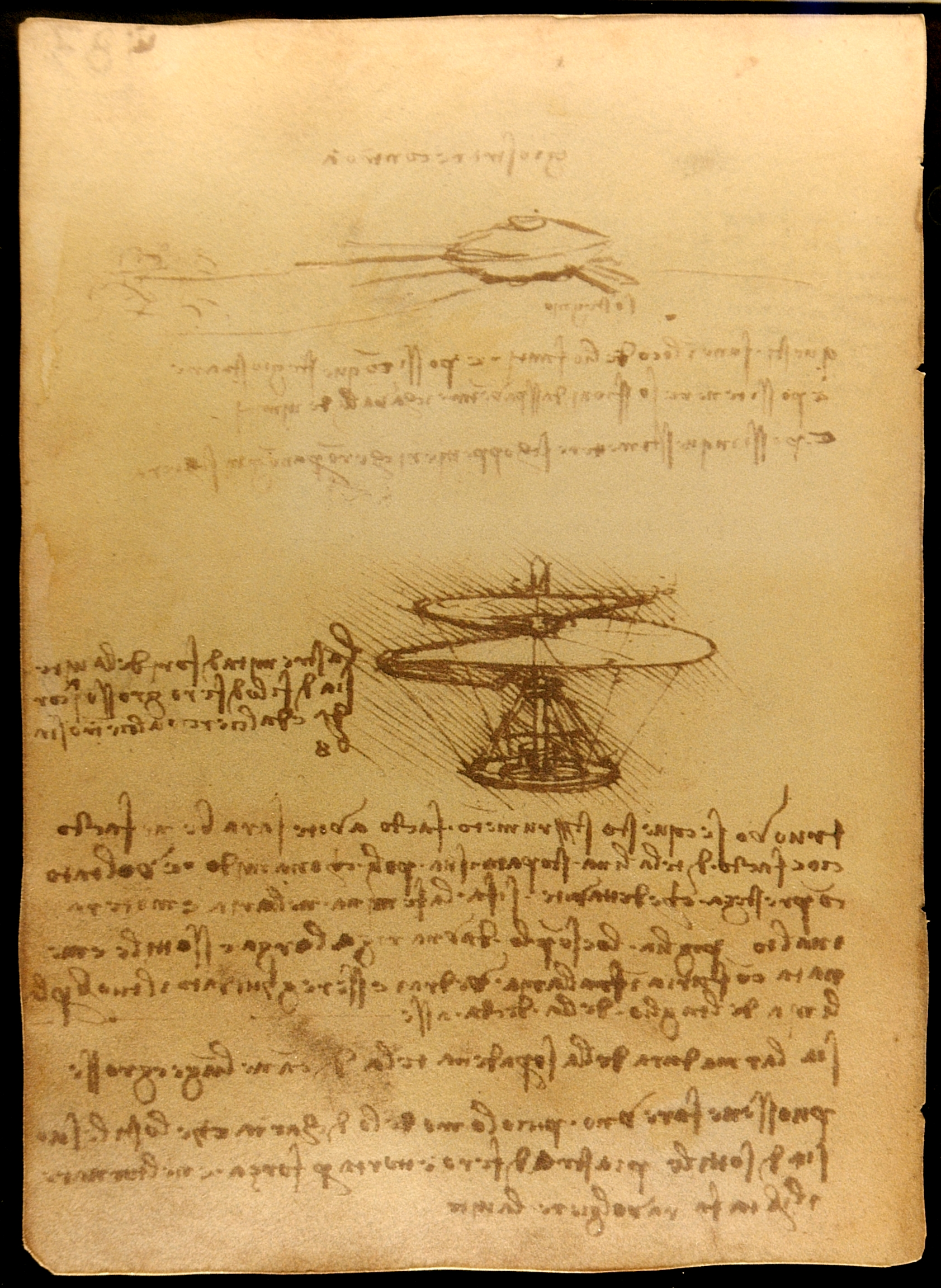
Die „Luftschraube“,
Manuskript B, Folio 83v

Das Manuskript B enthält heute 90 Seiten im Format von etwa 16 × 23 cm, datiert um 1487–1490. Ursprünglich enthielt die Handschrift 50 Doppelbögen und somit 100 Seiten.
Die Handschrift ist das älteste, der von Leonardo benutzten Notizbücher. Es ist in seinem ursprünglichen Einband erhalten und mit einer Schlaufe sowie einem Knebelholz als Buchschließe versehen, ähnlich einem Dufflecoat. Bis auf zehn Seiten, die in den 1840er Jahren von Guglielmo Libri entfernt wurden, ist das Werk vollständig.
Das Manuskript enthält Zeichnungen und Notizen über eine Vielzahl von Themen, darunter Kriegsgeräte und -maschinen, detaillierte Skizzen von Fluggeräten, wie die sogenannte Luftschraube, den Entwurf eines Unterseebootes, eines Rettungsringes und architektonische Studien zur idealen Stadt sowie Entwürfe für Kirchen.

### Manuskript C

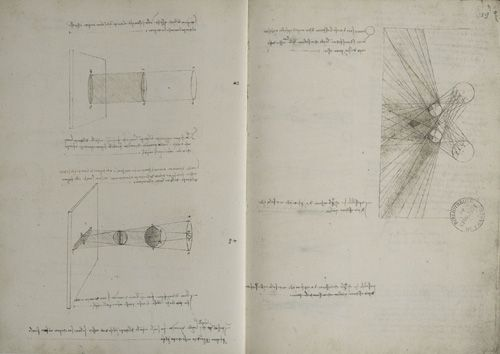
Manuskript C, Folio 18v-19r

Das Manuskript C umfasst 28 Seiten im Format von etwa 22 × 31 cm. Leonardo begann die Niederschrift am 23. April 1490 und schloss sie um 1491 ab. Die Handschrift enthält hauptsächlich Studien zur Darstellung von Licht und Schatten in der Malerei und Untersuchungen zur Strömung des Wassers.

### Manuskript D

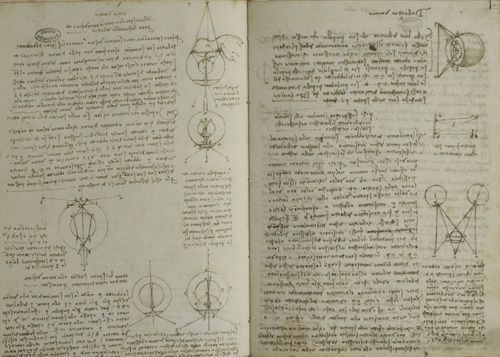
Manuskript D, Folio 3v-4r

Das Manuskript D besteht aus zehn Blätter im Format von etwa 16 × 22,5 cm, datiert um 1508–1509. Es ist, als eines der wenigen Manuskripte Leonardos, einem einzigen Thema gewidmet und befasst sich mit Theorien zur Optik. Es enthält Studien über Aufbau und Funktion des Auges sowie zur Wahrnehmung von Licht, Schatten und Farbe.

### Manuskript E

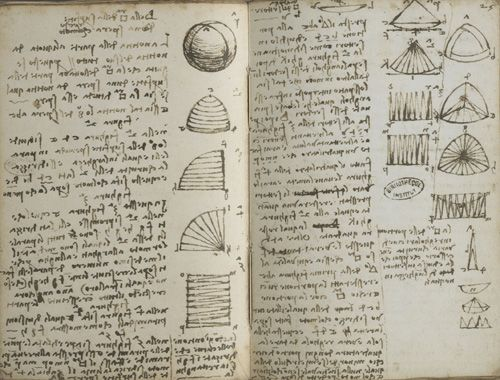
Manuskript E, Folio 24v-25r

Das Manuskript E enthält 96 Seiten im Format von etwa 10 × 15 cm, datiert um 1513–1514. Das Hauptthema des Manuskripts ist die Untersuchung von Gewicht und Schwerkraft. Weitere Themen behandeln Maßnahmen zur Entwässerung der Pontinischen Sümpfe, südlich von Rom, sowie Studien zur Geometrie, Malerei und dem Flug der Vögel.

### Manuskript F

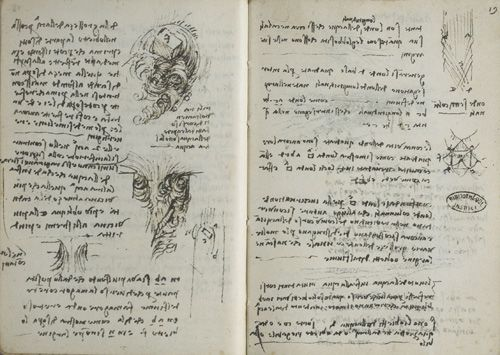
Manuskript F, Folio 18v-19r

Das Manuskript F besteht aus 96 Blättern im Format von etwa 10 × 14,5 cm, datiert vom 12. September 1508 bis Oktober 1508. Die Hauptthemen des Manuskripts sind Wasser, Optik, Geologie und Astronomie, wie die Natur des Mondlichts.

### Manuskript G

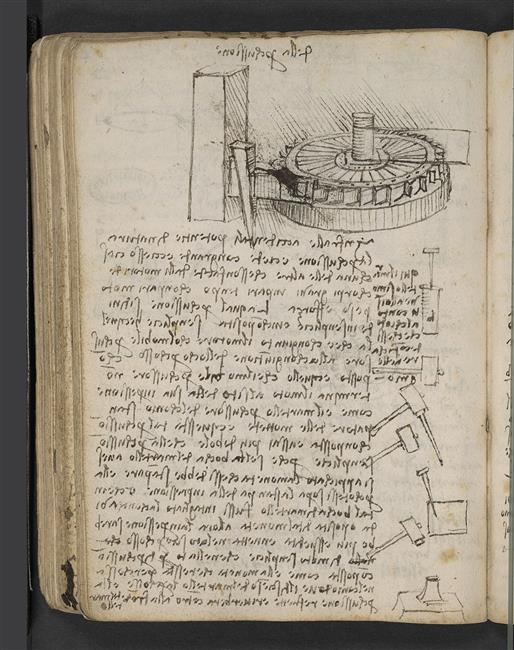
Manuskript G

Das Manuskript G umfasst 93 Seiten im Format von etwa 10 × 14 cm, datiert um 1510–1515. Die Handschrift enthält eine Abhandlung über Flussläufe, Botanik sowie Zeichnungen von Geräten und Verfahren zur Münzprägung.

### Manuskript H

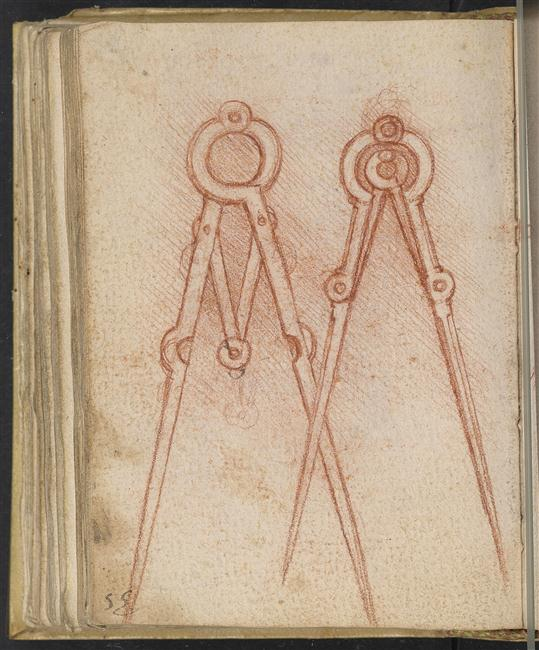
Manuskript H

Das Manuskript H besteht aus 142 Seiten im Format von etwa 8 × 10,5 cm, datiert um 1493–1494. Das Werk besteht aus ursprünglich drei Notizbüchern, die in einem Einband zusammengefasst wurden. Es enthält Aphorismen und Studien zur euklidischen Geometrie und Stereometrie, die Leonardo da Vinci wohl unter der Anleitung des Mathematikers Luca Pacioli (um 1445–1514 oder 1517) anfertigte.

„Chi poco pensa molto erra – Wer wenig denkt, der irrt viel.“

### Manuskript I

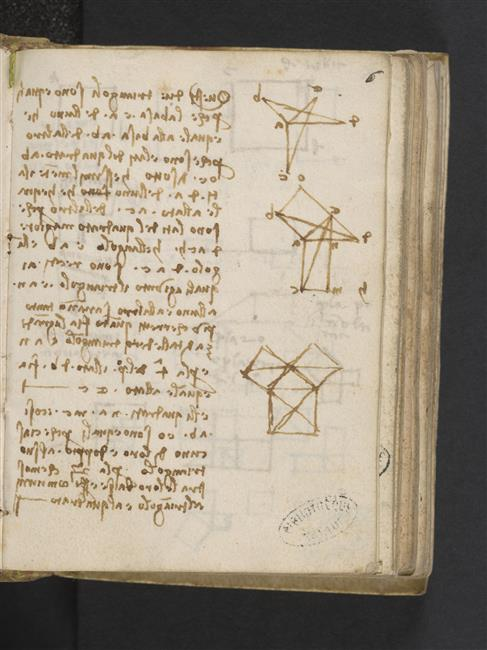
Manuskript I

Das Manuskript I enthält 139 Seiten im Format von etwa 7,5 × 10 cm, datiert um 1497–1505. Die Handschrift besteht aus zwei Notizbüchern in ihrem ursprünglichen Einband. Die Notizen behandeln eine Reihe von Themen, darunter das Studium der euklidischen Geometrie, der Architektur und der lateinischen Sprache. Es ist möglich, dass Leonardo in dieser Zeit versuchte, ähnlich wie im Codex Trivulzianus, seine Lateinkenntnisse zu verbessern. Das Manuskript enthält auch Anmerkungen zu Themen der Malerei, wie die Darstellung der Perspektive und Proportionsstudien.

„Chi non stima la vita, non la merita – Wer das Leben nicht schätzt, der hat es nicht verdient.“

### Manuskript K
Das Manuskript K besteht aus drei Notizbüchern (K1, K2 und K3) mit insgesamt 128 Seiten im Format von etwa 6,5 × 9,5 cm, datiert um 1503–1508. Die Bücher sind in ihrem ursprünglichen Einband erhalten. Die Inhalte befassen sich hauptsächlich mit Studien zur euklidischen Geometrie und mit Skizzen zur Anatomie des Pferdes.

### Manuskript L

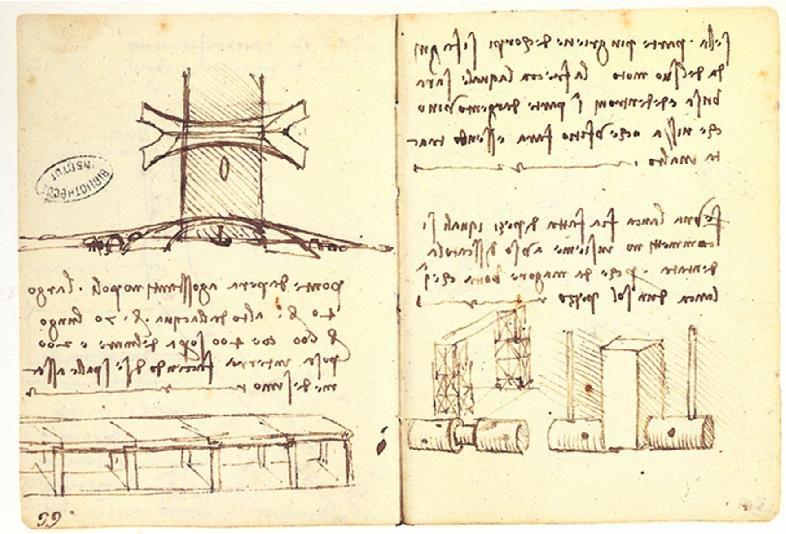
Manuskript L, Folio 65v-66r

Das Manuskript L enthält 94 Seiten im Format von etwa 7 × 10 cm, datiert um 1497–1502. Der Einband ist in seiner ursprünglichen Form erhalten. Sein Inhalt enthält Untersuchungen zu Festungs- und Verteidigungsanlagen. Von 1502 bis 1503 war Leonardo als Militäringenieur für Cesare Borgia (1475–1507) tätig, dem Kommandanten der päpstlichen Truppen. Auf Folio 66r befindet sich der Entwurf einer Brücke zur Überquerung des Goldenen Horns. Leonardo hatte die Konstruktion dem Sultan Bayezid II. vorgeschlagen. Im Jahr 2001 wurde die Leonardo-da-Vinci-Brücke in einem kleineren Maßstab als Fußgängerbrücke im norwegischen Ort Ås errichtet, etwa 35 Kilometer südlich von Oslo.

„La paura nasce più tosto che altra cosa – Die Furcht entsteht viel früher als alles andere.“

### Manuskript M

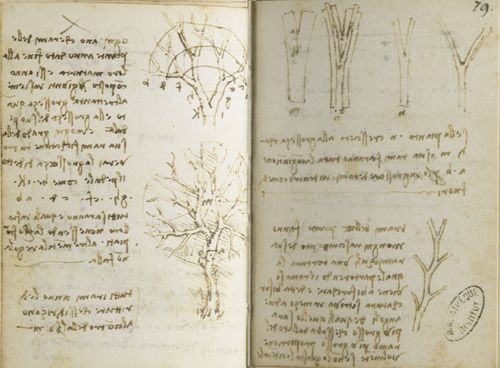
Manuskript M, Folio 78v-79r

Das Manuskript M besteht aus 48 beidseitig beschriebenen Seiten im Format von etwa 7 × 10 cm, datiert um 1490–1500. Die Handschrift befasst sich mit dem Studium der euklidischen Geometrie, Ballistik und Botanik, wie Theorien über das Wachstum der Bäume. Das Notizbuch bietet auch Hinweise auf Leonardos Kontakte zu Donato Bramante (um 1444–1514), der im Jahr 1506 als Architekt mit dem Neubau des Petersdoms in Rom begann.

„La verità sola fu figliola del tempo – Die Wahrheit war immer nur eine Tochter der Zeit.“